# Ordre de bataille confédéré de Cedar Creek
Les unités et commandants suivants de l'armée des États confédérés ont combattu le 19 octobre 1864 lors de la bataille de Cedar Creek, point culminant de la campagne de la vallée de 1864, pendant la guerre de Sécession. L'ordre de bataille est compilé à partir de l'organisation de l'armée lors de la campagne. L'ordre de bataille unioniste est indiqué séparément.

## Abréviations utilisées

### Grade militaire
- Lieutenant général
- Major général
- Brigadier général
- Colonel
- Lieutenant-colonel
- Commandant
- Capitaine
- Premier lieutenant

### Autre
- (b) = blessé
- mb = mortellement blessé
- † = tué
- (PDG) = capturé

## Armée de la Vallée
Lieutenant général Jubal Anderson Early, commandant

### Infanterie
| Division                                                  | Brigade                                                     | Régiments et autres |
| --------------------------------------------------------- | ----------------------------------------------------------- | --- |
| Division de Ramseur Major général S.D. Ramseur (†)        | Brigade de Battle Brigadier général Cullen A. Battle (b)    | - 3rd Alabama : -- - 5th Alabama : Lieutenant-colonel E. La Fayette Hobson - 6th Alabama : -- - 12th Alabama : Capitaine P. D. Ross - 61st Alabama : Commandant William E. Pinckard |
| Division de Ramseur Major général S.D. Ramseur (†)        | Brigade de Grimes Brigadier général Bryan Grimes            | - 32nd North Carolina : Colonel David G. Cowand - 53rd North Carolina : Colonel David G. Cowand - 2nd North Carolina Battalion : Colonel David G. Cowand - 43rd North Carolina : Colonel John R. Winston - 45th North Carolina : Colonel John R. Winston |
| Division de Ramseur Major général S.D. Ramseur (†)        | Brigade de Cook Brigadier général Philip Cook               | - 4th Georgia : Lieutenant-colonel William H. Willis - 12th Georgia : Capitaine James Everett - 21st Georgia : Capitaine Henry T. Battle - 44th Georgia : Lieutenant-colonel James W. Beck |
| Division de Ramseur Major général S.D. Ramseur (†)        | Brigade de Cox Brigadier général William Ruffin Cox         | - 1st North Carolina : Capitaine William H.Thomson - 2nd North Carolina : -- - 3rd North Carolina : Capitaine William H.Thomson - 4th North Carolina :-- - 14th North Carolina : Capitaine Joseph Jones - 30th North Carolina : Capitaine John C. McMillan |
| Division de Pegram (Early) Brigadier général John Pegram  | Brigade de Pegram Colonel John S. Hoffman                   | - 13th Virginia Infantry : Capitaine Felix Heiskell - 31st Virginia Infantry : Lieutenant-colonel J. S. Kerr McCutchen - 49th Virginia Infantry : Capitaine John G. Lobban - 52nd Virginia Infantry : Capitaine John M. Humphreys - 58th Virginia Infantry : Capitaine Leroy C. James                                                                                   |
| Division de Pegram (Early) Brigadier général John Pegram  | Brigade de Johnston Brigadier général Robert D. Johnston    | - 5th North Carolina : -- - 12th North Carolina : -- - 20th North Carolina : Colonel Thomas F. Toon - 23rd North Carolina : -- - 1st North Carolina Battalion Sharpshooters : Capitaine R. E. Wilson |
| Division de Pegram (Early) Brigadier général John Pegram  | Brigade de Godwin Lieutenant-colonel William S. Davis ( (b) | - 6th North Carolina : -- - 21st North Carolina : -- - 54th North Carolina : -- - 57th North Carolina : -- |
| Division de Gordon Major général John Brown Gordon        | Brigade d'Evans Brigadier général Clement A. Evans          | - 13th Georgia : -- - 26th Georgia : -- - 31st Georgia : -- - 38th Georgia : -- - 60th Georgia : -- - 61st Georgia : -- - 12th Georgia Battalion : -- |
| Division de Gordon Major général John Brown Gordon        | Brigade de Hay/Stafford --                                  | Restes des 1st, 2nd, 5th, 6th, 7th, 8th, 9th, 10th, 14th, 15th Louisiana : -- |
| Division de Gordon Major général John Brown Gordon        | Brigade de Terry Brigadier général William Terry            | Ancienne brigade de Stonewall - 2nd, 4th, 5th, 27th, et 33rd Virginia Consolidated Infantry : Colonel John H. S. Funk Vieille brigade de Jones - 21st, 25th, 42nd, 44th, 48th, et 50th Virginia Consolidated Infantry: Colonel Robert H. Dungan Vieille brigade de Steuart - 10th, 23rd, et 37th Virginia Consolidated Infantry : Lieutenant-colonel Samuel H. Saunders |
| Division de Kershaw Major général Joseph B. Kershaw       | Brigade de Conner Commandant James M. Goggin                | - 2nd South Carolina : Commandant Benjamin R. Clyburn ( (b) - 3rd South Carolina : Commandant Rutherford P. Todd ( (b) - 7th South Carolina : -- - 8th South Carolina : -- - 15th South Carolina : -- - 20th South Carolina : Colonel Stephen M. Boykin - 3rd South Carolina Battalion : Capitaine B. M. Whitener (†)                                                   |
| Division de Kershaw Major général Joseph B. Kershaw       | Brigade de Humphreys Colonel Daniel M. Moody ( (b)          | - 13th Mississippi : -- - 17th Mississippi : -- - 18th Mississippi : -- - 21st Mississippi : -- |
| Division de Kershaw Major général Joseph B. Kershaw       | Brigade de Wofford Colonel Christopher Columbus Sanders     | - 16th Georgia : -- - 18th Georgia : -- - 24th Georgia : -- - 3rd Georgia Battalion : -- - Légion de Cobb (Géorgie) : -- - Légion de Phillip (Géorgie) : -- |
| Division de Kershaw Major général Joseph B. Kershaw       | Brigade de Bryan Colonel James P. Simms                     | - 10th Georgia : Colonel Willis C. Holt ( (b) - 50th Georgia : Colonel Peter A.S. McGlashan ( (b) - 51st Georgia : Colonel Edward Ball ( (b) - 53rd Georgia : -- |
| Divisiond de Wharton Brigadier général Gabriel C. Wharton | Brigade de Wharton --                                       | - 45th Virginia Infantry : -- - 50th Virginia Infantry : -- - 51st Virginia Infantry : -- - 30th Virginia Sharpshooters Battalion : -- |
| Divisiond de Wharton Brigadier général Gabriel C. Wharton | Brigade d'Echol Capitaine Edmund S. Read                    | - 22nd Virginia Infantry : -- - 23rd Virginia Infantry Battalion : -- - 26th Virginia Infantry Battalion : -- |
| Divisiond de Wharton Brigadier général Gabriel C. Wharton | Brigade de Smith Colonel Thomas Smith                       | - 36th Virginia Infantry : -- - 60th Virginia Infantry : -- - 45th Virginia Infantry Battalion : Capitaine William B. Hensley - Légion de Thomas : Lieutenant-colonel James R. Love, jr. |

### Cavalerie
| Division                                                         | Brigade                                                            | Régiments et autres |
| ---------------------------------------------------------------- | ------------------------------------------------------------------ | --- |
| Division de Lomax Major général Lunsford L. Lomax                | Brigade d'Imboden Colonel George H. Smith                          | - 18th Virginia Cavalry : -- - 23rd Virginia Cavalry : -- - 62nd Virginia Mounted Infantry : --                                                                     |
| Division de Lomax Major général Lunsford L. Lomax                | Brigade de Bradley T. Johnson Brigadier général Bradley T. Johnson | - 8th Virginia Cavalry : -- - 21st Virginia Cavalry : -- - 22nd Virginia Cavalry : -- - 34th Virginia Cavalry Battalion : -- - 36th Virginia Cavalry Battalion : -- |
| Division de Lomax Major général Lunsford L. Lomax                | Brigade de McCausland Brigadier général John McCausland            | - 14th Virginia Cavalry : -- - 16th Virginia Cavalry : -- - 17th Virginia Cavalry : -- - 25th Virginia Cavalry : -- - 37th Virginia Cavalry Battalion : --          |
| Division de Lomax Major général Lunsford L. Lomax                | Brigade de Jackson Brigadier général Henry B. Davidson             | - 2nd Maryland Cavalry : -- - 19th Virginia Cavalry : -- - 20th Virginia Cavalry : -- - 46th Virginia Cavalry Battalion : -- - 47th Virginia Cavalry Battalion : -- |
| Division de Rosser (Fitz Lee) Brigadier général Thomas L. Rosser | Brigade de Wickham --                                              | - 1st Virginia Cavalry : -- - 2nd Virginia Cavalry : -- - 3rd Virginia Cavalry : -- - 4th Virginia Cavalry : --                                                     |
| Division de Rosser (Fitz Lee) Brigadier général Thomas L. Rosser | Brigade de Payne Colonel William H. F. Payne                       | - 5th Virginia Cavalry : -- - 6th Virginia Cavalry : -- - 15th Virginia Cavalry : --                                                                                |
| Division de Rosser (Fitz Lee) Brigadier général Thomas L. Rosser | Brigade de Rosser --                                               | - 7th Virginia Cavalry : -- - 11th Virginia Cavalry : -- - 12th Virginia Cavalry : -- - 35th Virginia Cavalry Battalion : --                                        |

### Artillerie de l'armée
| Division                            | Brigade                                               | Régiments et autres |
| ----------------------------------- | ----------------------------------------------------- | --- |
| Artillerie Colonel Thomas H. Carter | Bataillon de Braxton --                               | - Batterie de Virginie (Carpenter) : -- - Batterie de Virginie (Hardwicke): -- - Batterie de Virginie (Cooper) : -- |
| Artillerie Colonel Thomas H. Carter | Bataillon de Cutshaw --                               | - Batterie de Virginie (Carrington) : -- - Batterie de Virginie (Tanner) : -- - Batterie de Virginie (Garber) : -- |
| Artillerie Colonel Thomas H. Carter | Bataillon de Kings Lieutenant-colonel J. Floyd King   | - Batterie de Virginie (Bryan) : -- - Batterie de Virginie (Chapman) : -- - Batterie de Virginie (Lowry) : -- |
| Artillerie Colonel Thomas H. Carter | Bataillon de Carter --                                | - Batterie de l'Alabama (Reese) : -- - Batterie de Virginie (W. P. Carter): -- - Batterie de Virginie (Pendleton): -- - Batterie de Virginie (Fry): -- |
| Artillerie Colonel Thomas H. Carter | Bataillon de Nelson Lieutenant-colonel William Nelson | - Batterie de Géorgie (Milledge) : -- - Batterie de Virginie (Kirkpatrick) : -- - Batterie de Fluvana (Virginie) de Snead (Massie) : -- |
| Artillerie Colonel Thomas H. Carter | Artillerie montée --                                  | - Batterie du Maryland (Griffin): -- - Batterie de Virginie (Jackson): -- - Batterie de Virginie (Lurty): -- - Batterie de Virginie (McClanahan): -- - Batterie de Virginie (Johnston): -- - Batterie de Virginie (Shoemaker): -- - Batterie de Virginie (Thomson): -- |